# Жирное начертание

Пример использования жирного шрифта

Жирное начертание (англ. bold) — одно из начертаний шрифта. Предназначено для выделения части текста или набора заголовков. Отличается большей насыщенностью линий в сравнении с основным начертанием.
«Практика показывает, что в текстовом шрифте для правильного выделения толщина основного штриха жирного начертания должна быть больше, чем у светлого, не менее чем на 25%. Первый жирный шрифт был создан около 1800 года лондонским словолитчиком Робертом Торном (англ. Robert Thorne, 1754—1820) как самостоятельный шрифт для набора афиш и плакатов, и только к концу XIX века жирные шрифты стали использоваться как выделительные».